# فريديريك مارتن
فريديريك مارتن (بالفرنسية: Frédéric Martin)‏ (6 يونيو 1969 بوردو فرنسا - ) هو لاعب كرة قدم فرنسي يلعب كمدافع.

## روابط خارجية
- فريديريك مارتن على موقع قاعدة بيانات كرة القدم.إي يو (الإنجليزية)